# Copris algol
Copris algol är en skalbaggsart som beskrevs av Nguyen-phung 1989. Copris algol ingår i släktet Copris och familjen bladhorningar. Inga underarter finns listade i Catalogue of Life.